# 多尼采蒂纪念碑

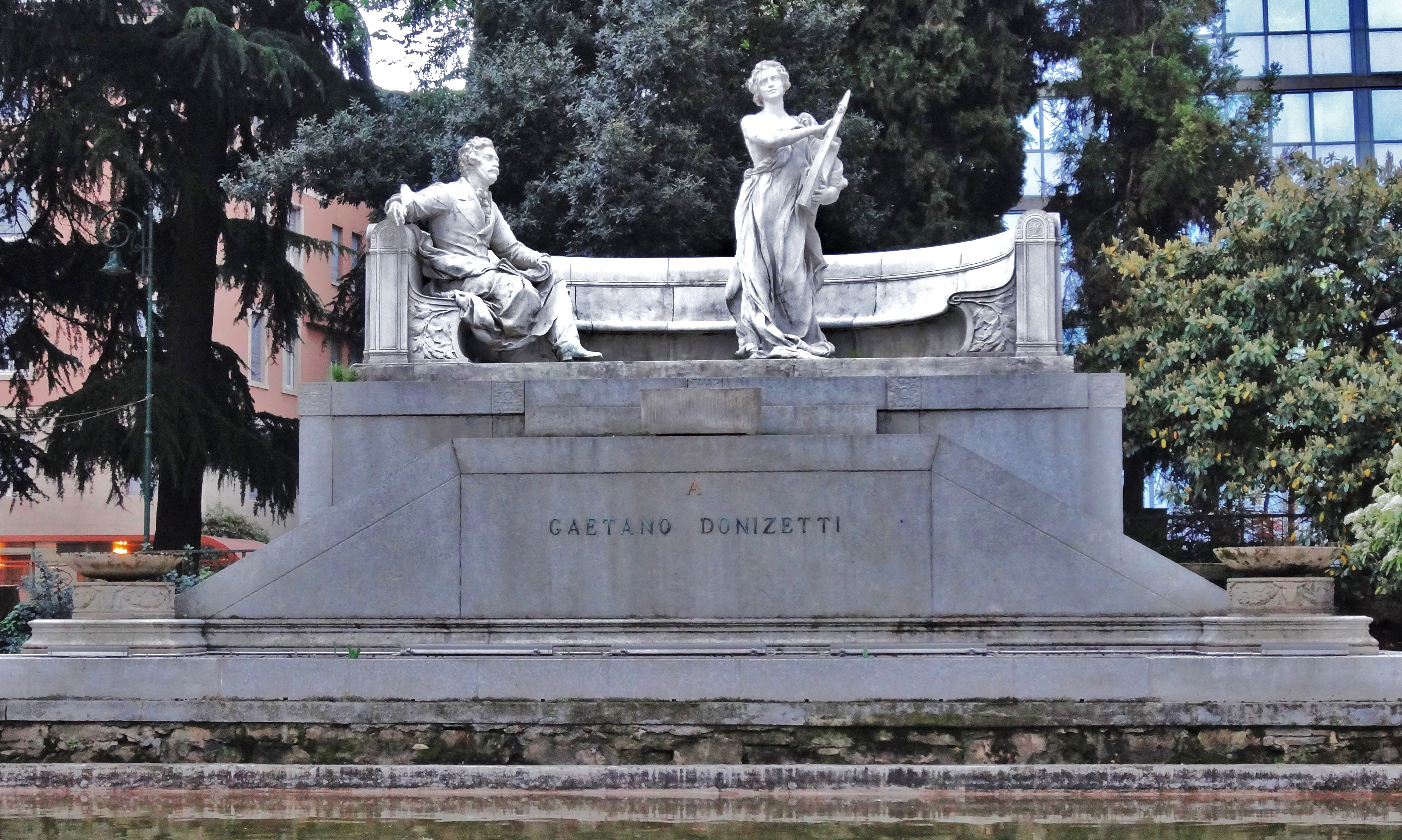
多尼采蒂纪念碑

多尼采蒂纪念碑（Monument to Donizetti）位于意大利贝加莫加富尔广场（Piazza Cavour）的公共花园内，毗邻多尼采蒂剧院。
1897年，为纪念歌剧作曲家葛塔諾·多尼采蒂诞辰一百周年，这座纪念碑在他的出生地落成。弗朗切斯科·杰拉切通过竞赛获选完成这座纪念碑。这组雕像的基座上面只刻着作曲家的名字。基座上面，逼真地描绘多尼采蒂坐在一个弯曲长凳的一角，在很短的距离外，站着缪斯女神墨爾波墨涅，正在弹奏歌词。艺术家闭着眼睛，倾听他的灵感。雕像融合了现实主义与古典神话的寓言；也表达了艺术家与高级境界沟通的感觉。 多尼采蒂在贝加莫的墓葬纪念碑，建于1856年，也有一个哀伤的抒情缪斯。